# Panorpa arakavae
Panorpa arakavae är en näbbsländeart som beskrevs av Tsutome Miyake 1913. 
Panorpa arakavae ingår i släktet Panorpa och familjen skorpionsländor. Inga underarter finns listade i Catalogue of Life.